# 빌역
빌역(독일어: Bahnhof Wil)은 스위스 장크트갈렌주 빌의 기차역이다. 빌-크로이츨링엔, 장크트갈렌-빈터투어, 빌-에브나트 카펠의 세 가지 표준궤 철도 노선의 교차점이다. 또한, 1,000mm 미터궤 프라우엔펠트-빌선이 길 건너편에 종료된다.

## 운행편
2020년 12월 시간표 변경 시, 다음 서비스는 빌에서 정차한다.
- 인터시티 : 제네바 공항과 장크트갈렌 간 시간당 서비스.
- 인터레기오 : 취리히 중앙와 쿠어 사이의 시간당 서비스.
- 장크트갈렌 S-반 :
  - S1: 장크트갈렌-빈터투어선을 통해 샤프하우젠까지 반시간 동안 운행하여 장거리 서비스를 제공한다.
  - S9: 빌-에브나트 카펠선을 통해 바트빌까지 반시간 동안 운행된다.
  - S10: 빌-크로이즐링겐선을 통해 바인펠덴과 로만스호른까지 반시간 동안 운행된다.
  - S15: 프라우엔펠트-빌선에서 프라우엔펠트까지 반시간 동안 운행된다.
- 취리히 S-반:
  - S12/S35: 장크트갈렌-빈터투어선을 통해 빈터투어까지 반시간 동안 운행되며 서쪽으로 이동하여 장거리 서비스를 제공한다.